# Triumph Bonneville
La Bonneville è una serie di motociclette prodotte dalla casa inglese Triumph.

## Il contesto
La prima versione, la T120, risale al 1959 e prese il soprannome dal famoso Bonneville Speedway dove si svolgevano numerosi tentativi di record di velocità. Erede della Tiger T110, era equipaggiata da un motore a 4 tempi bicilindrico frontemarcia da 650cm³ raffreddato ad aria, con due carburatori.

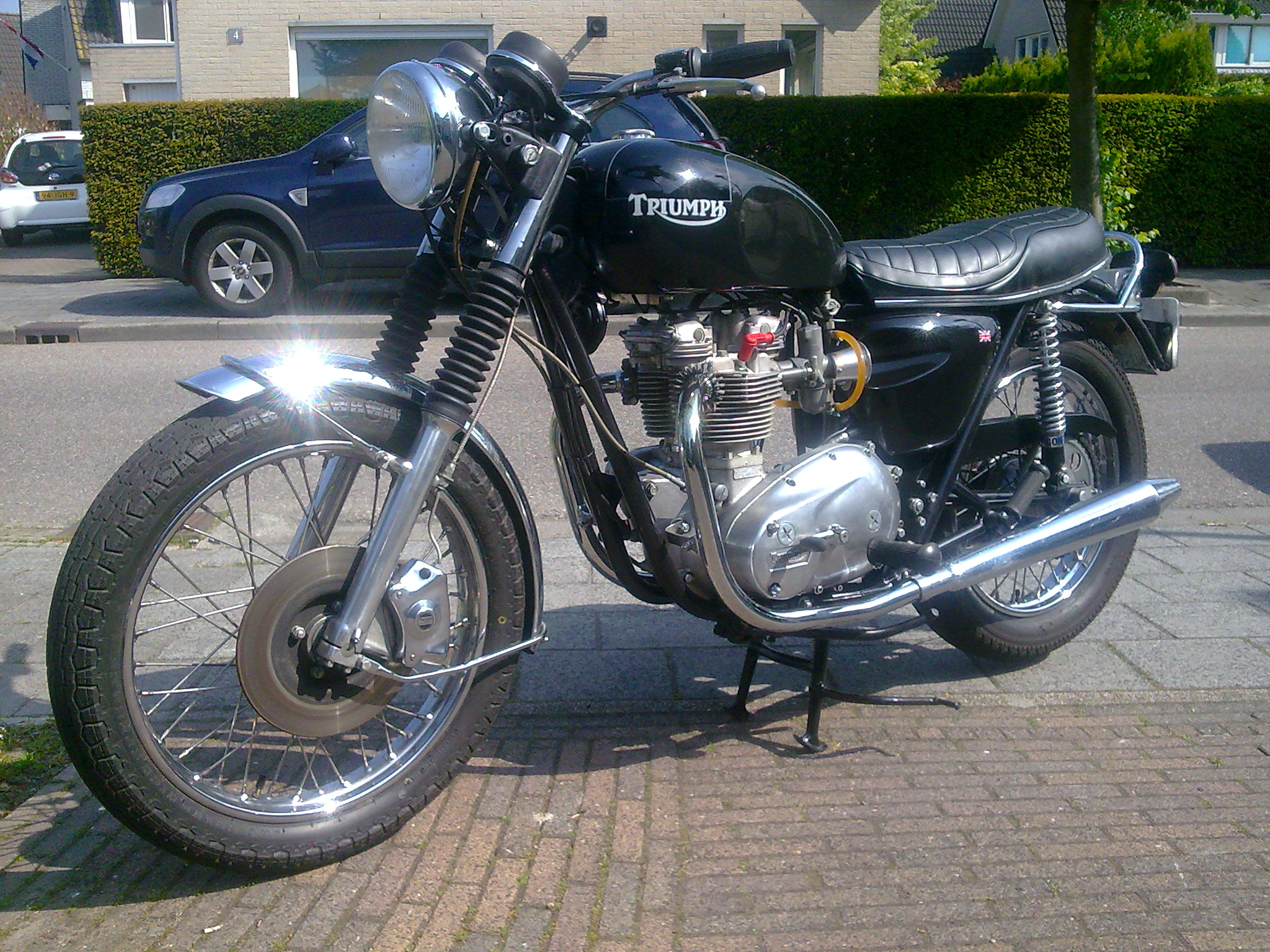
1977 Triumph Bonneville T140 V

Con l'inizio degli anni settanta la Bonneville fu rivista, adottando un nuovo telaio che includeva anche il serbatoio dell'olio (il cosiddetto "oil in frame"), in comune con le coeve BSA A65. Nel 1973 venne aumentato l'alesaggio dei cilindri: la cilindrata aumentata a 750 cm³ e il modello passò dalla sigla progettuale T120 iniziale a quella nuova di T140. Vennero contemporaneamente adottate migliorie anche in merito all'impianto frenante, ora anteriormente a disco e al cambio, portato a cinque marce. I problemi finanziari della Triumph (che dal 1977 era diventata una cooperativa) segnarono anche la produzione della Bonneville, che però, nonostante tutto, riuscì a proseguire.
Tra la fine degli anni '70 e i primi anni ottanta vennero introdotti numerosi miglioramenti, tra cui l'accensione elettronica, nuovi carburatori (per rispettare le normative antinquinamento americane) e l'introduzione dell'avviamento elettrico (sulla Bonneville Electro del 1980). Numerose serie speciali vennero introdotte, tra cui la Silver Jubilee (1977) per il venticinquesimo anniversario dall'incoronazione della Regina Elisabetta II e la Royal Wedding (1981) in occasione del matrimonio tra il principe Carlo e Diana Spencer. Ulteriore novità, nel 1982, furono la TSS, con testata ad otto valvole ed albero motore meglio equilibrato (con meno vibrazioni), e la TSX, in stile custom. Altro modello lanciato a inizio anni Ottanta fu la Executive, destinata ai lunghi viaggi, dotata di carenatura e di un set di motovalige.

## Le Bonneville successive
La scarsità di risorse finanziarie segnò la Triumph, che fu costretta a chiudere nel 1983: l'ultima moto prodotta a Meriden fu proprio una Bonneville "classica" (ora esposta al London Motorcycle Museum). La chiusura della Casa britannica non segnò però la fine della "Bonnie": John Bloor, rilevò il marchio Triumph rilanciandolo nel 1991 e, nel frattempo, concesse alla Racing Spares di Les Harris la licenza per costruire la Bonneville. Queste moto, note come "Devon Bonnevilles" (poiché venivano prodotte nel Devon), furono costruite tra il 1985 e il 1988.

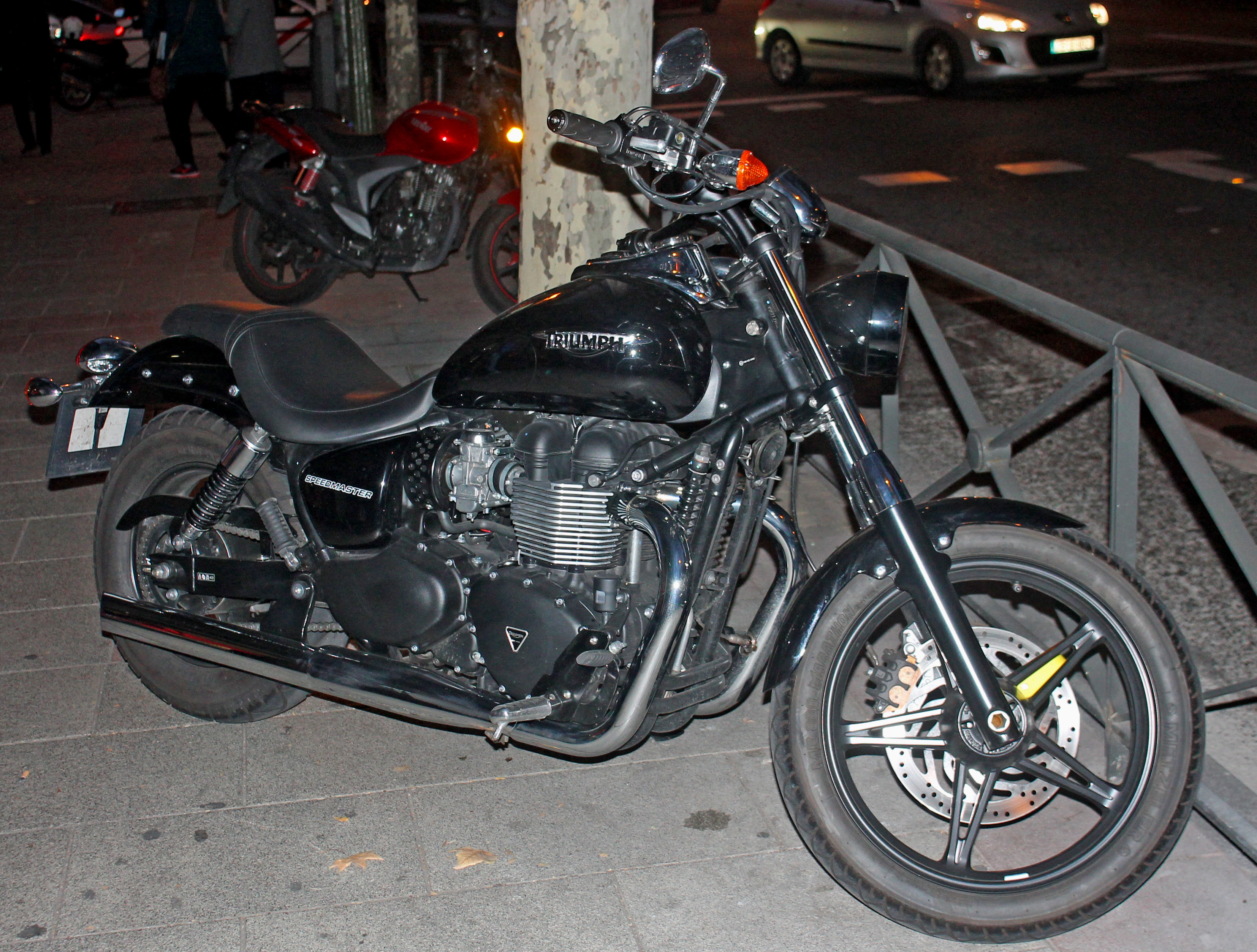
Bonneville Speedmaster (2003) in foto modello del 2011 in poi.

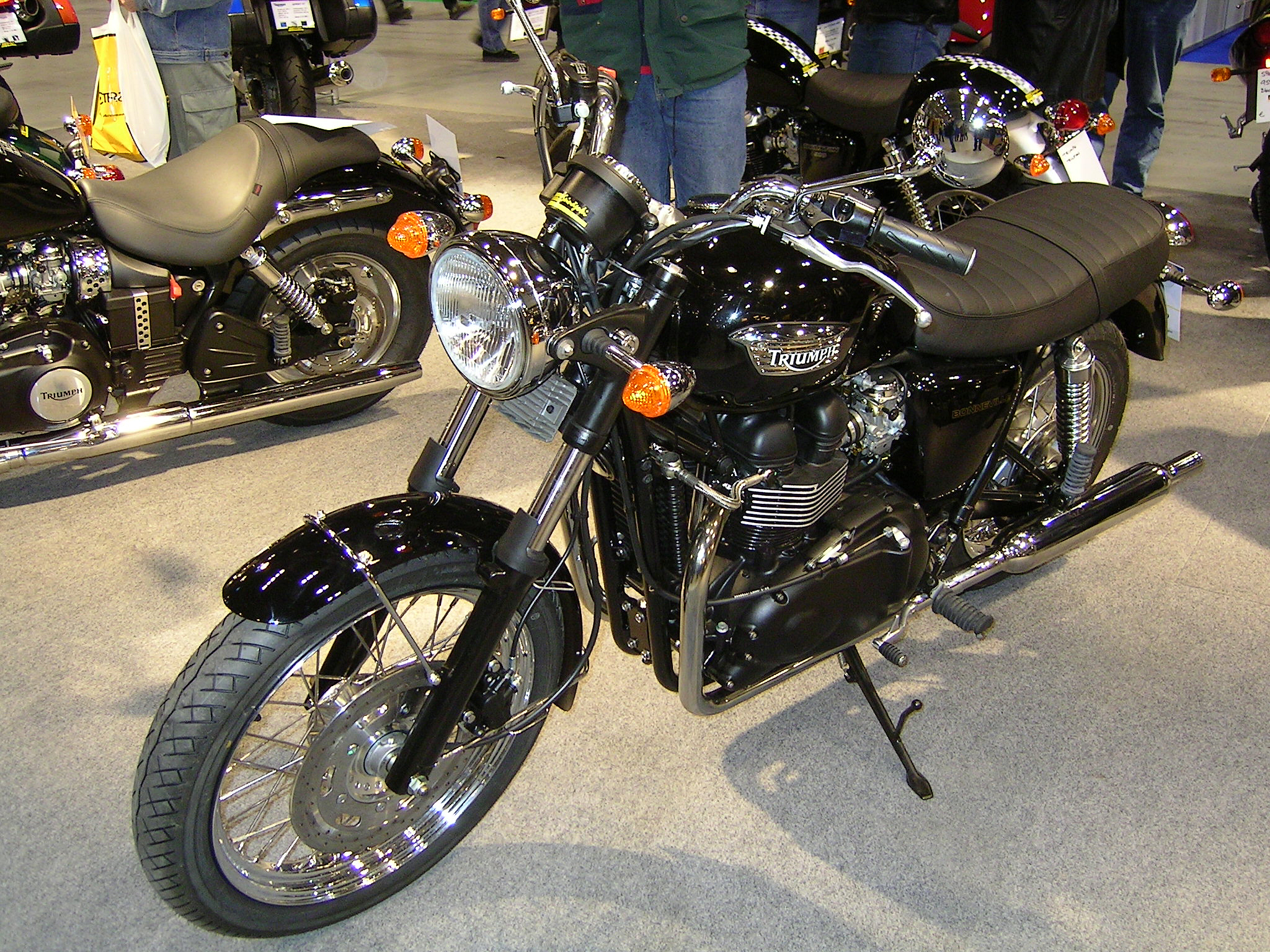
Bonneville nuova generazione

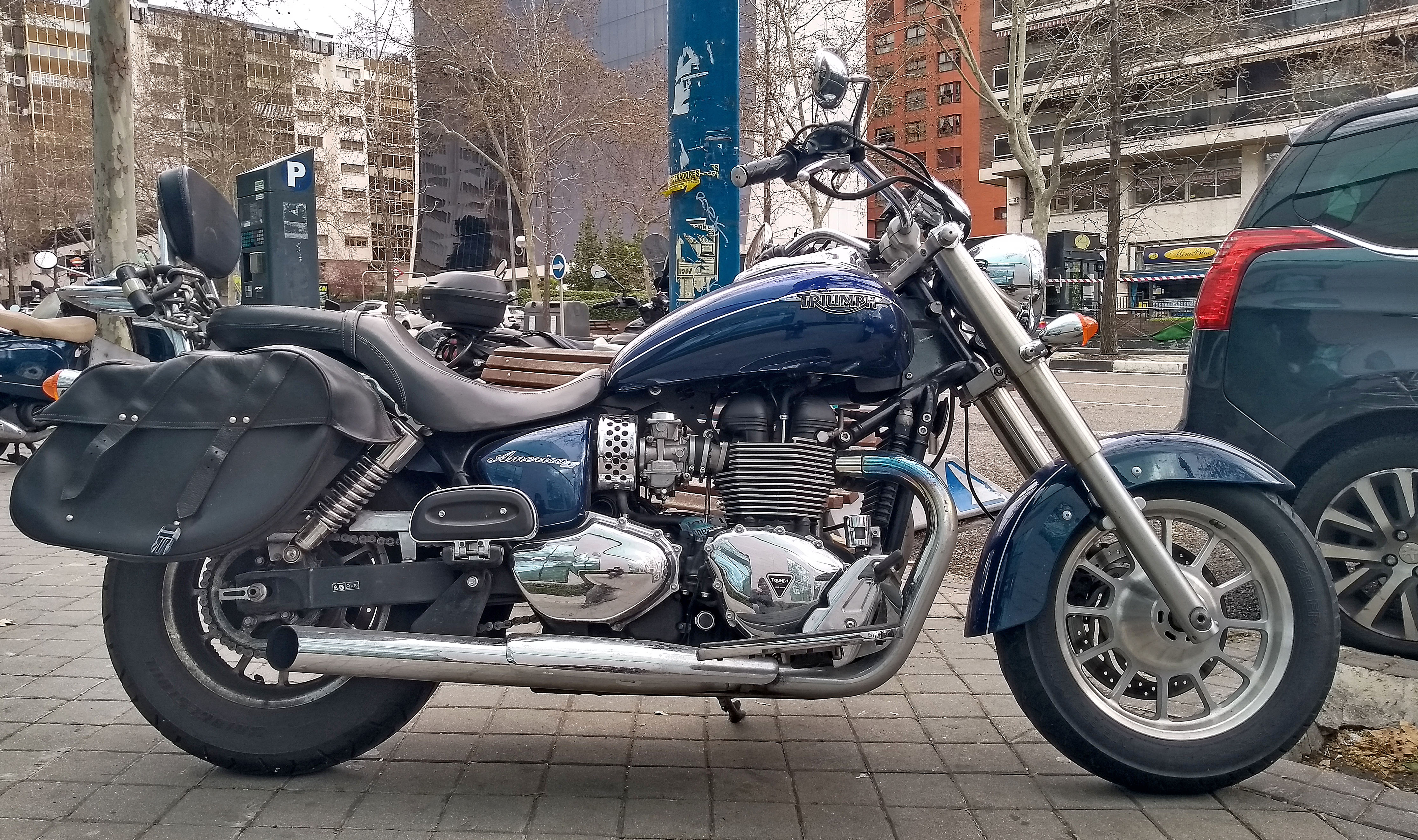
Bonneville America LT (2014).

Il nome Bonneville è stato poi riutilizzato dalla "nuova" azienda inglese per denominare un modello prodotto a partire dal 2001 che ricalca le linee delle progenitrici stile anni sessanta, tanto amate da Marlon Brando e Steve McQueen.
Sebbene riprenda l'estetica dell'originale nata negli anni cinquanta, la meccanica risulta però molto moderna: il motore adottato nel 2001, ad inizio produzione, fu un bicilindrico parallelo di 790 cm³ e 62 CV alimentato a carburatori, sostituito successivamente da una versione maggiorata a 865 cm³ da 67 CV. Dal 2008 infatti, a causa delle normative antinquinamento, la "Bonnie" perderà i carburatori per acquistare un impianto a iniezione elettronica (ben nascosta sotto spoglie di falsi carburatori) e la Triumph coglie quest'occasione per aumentare la cubatura del motore e la sua potenza. In questo modo i consumi scendono e, sempre grazie all'adozione del sistema ad iniezione elettronica, aumenta anche la fruibilità del motore.
Dal 2009 la produzione della serie Bonneville, rimasta esteticamente invariata dal 2001, si rinnova leggermente: la moto abbandona stilemi tipici delle moto fine anni sessanta in favore di particolari caratteristici delle moto di inizio anni settanta. In particolare le nuove Bonneville si differenziano per alcuni dettagli: nuovo disegno della sella, marmitte di foggia diversa (le stesse che venivano già utilizzate sul modello Thruxton), cerchi a razze in lega (al posto dei più classici cerchi a raggi), specchietti retrovisori ed alcuni piccoli particolari. Nel 2021 la Bonneville Speedmaster viene proposta con il bicilindrico High Torque da 1200 cc da 78 CV con coppia massima di 106 Nm a 3.850 giri/min.
La Bonneville fa parte della linea "Triumph - Modern Classic" ed era declinata in cinque versioni differenti:
- Bonneville: naked old style, una delle moto possedute da Steve McQueen e da Marlon Brando, che si distingue per la colorazione nera del motore.
- Bonneville SE: naked old style, con colorazioni differenti rispetto alla Bonneville e motore colore argento.
- Bonneville T100: naked old style, con particolari differenti dalle precedenti ma sempre con motore color argento.
- Scrambler: enduro old style, moto adatta al fuoristrada (ispirata alla moto con cui Steve McQueen partecipò alla Sei Giorni 1964) con scarichi alti e motore verniciato in nero.
- Thruxton: café racer, la più sportiva e potente tra le Bonneville, con motore color argento ma cilindri neri. Il nome ricorda la vittoria della Triumph alla 500 miglia di Thruxton 1969, ottenuta dalla coppia Percy Tait-Malcolm Uphill alla velocità media di 84,3 mph (circa 135 km/h). Nella stessa edizione la Triumph ottenne anche il secondo, terzo, quinto e sesto posto.[3]